# 五十嵐道甫
五十嵐 道甫（いがらし どうほ、? - 1678年7月14日（延宝6年5月26日））は、江戸時代初期の五十嵐派の蒔絵師。五十嵐信斎の孫。

## 略歴
寛永年間（1624～1644年）ごろ加賀藩主前田利常の招きで金沢に行き、以降、寛文元年（1661年）まで京都と金沢を往復。蒔絵御用として加賀蒔絵の基礎を築く。
後年、京都に帰り、延宝6年（1678年）に亡くなった。
道甫の子、喜三郎は父と同じく前田家に招かれ、その後代々同地で前田家に仕え、五十嵐派と呼ばれる技法を金沢に定着させ、父と同じく加賀蒔絵の創成期を担った。

## 作品
道甫作と言われる作品は多いものの、子の二代道甫喜三郎の作品と区別して特定することは難しい。従って、道甫の作品も「五十嵐道甫伝」として紹介されることが多い。
- 秋野蒔絵硯箱[3] - 伝五十嵐道甫、石川県立美術館蔵
- 脇息図十二律箱[1] - 同上